# Zimmermans backe
Zimmermans backe är ett naturreservat i norra utkanten av Skurup i Skurups kommun. Backen är cirka 25 meter hög. På toppen av backen står en ensam Tysklönn. Många kopplar trädet till sparbankseken, eller till trädet tjuren Ferdinand sitter under i Disney-filmen. Backen fick sitt namn efter den från tyska Mecklenburg invandrade lantbrukaren Joachim C F Zimmerman, som under 1800-talet odlade marken kring höjden. Trädet planterades dock inte av Zimmerman själv, utan av en gårdskarl på Svaneholms slott som hette Ekdahl.
Backen har blivit en symbol för Skurup.
Kullen är till största del uppbyggd av isälvsmaterial. Syftet med reservatet, som bildades 1961, är att skydda ett geologiskt område som har betydelse för landskapsbilden.
Det är populärt att hålla bröllopsceremonier upp på backen under lönnen, men det finns också risk för att man måste ställa in vid regnigt väder.